# Maisons à Auvers-sur-Oise
Maisons à Auvers-sur-Oise est une peinture réalisée à Auvers-sur-Oise en juin 1890 par le peintre Vincent van Gogh, peu avant de mourir.

## Description
Réalisé pendant sa période où il réside à Auvers-sur-Oise, ce tableau montre notamment deux maisons, l'une avec un toit en tuiles et l'autre avec un toit de chaume.
Ce tableau fait partie des collections du musée d'Art de Toledo, aux États-Unis.